# Gerard de Jode

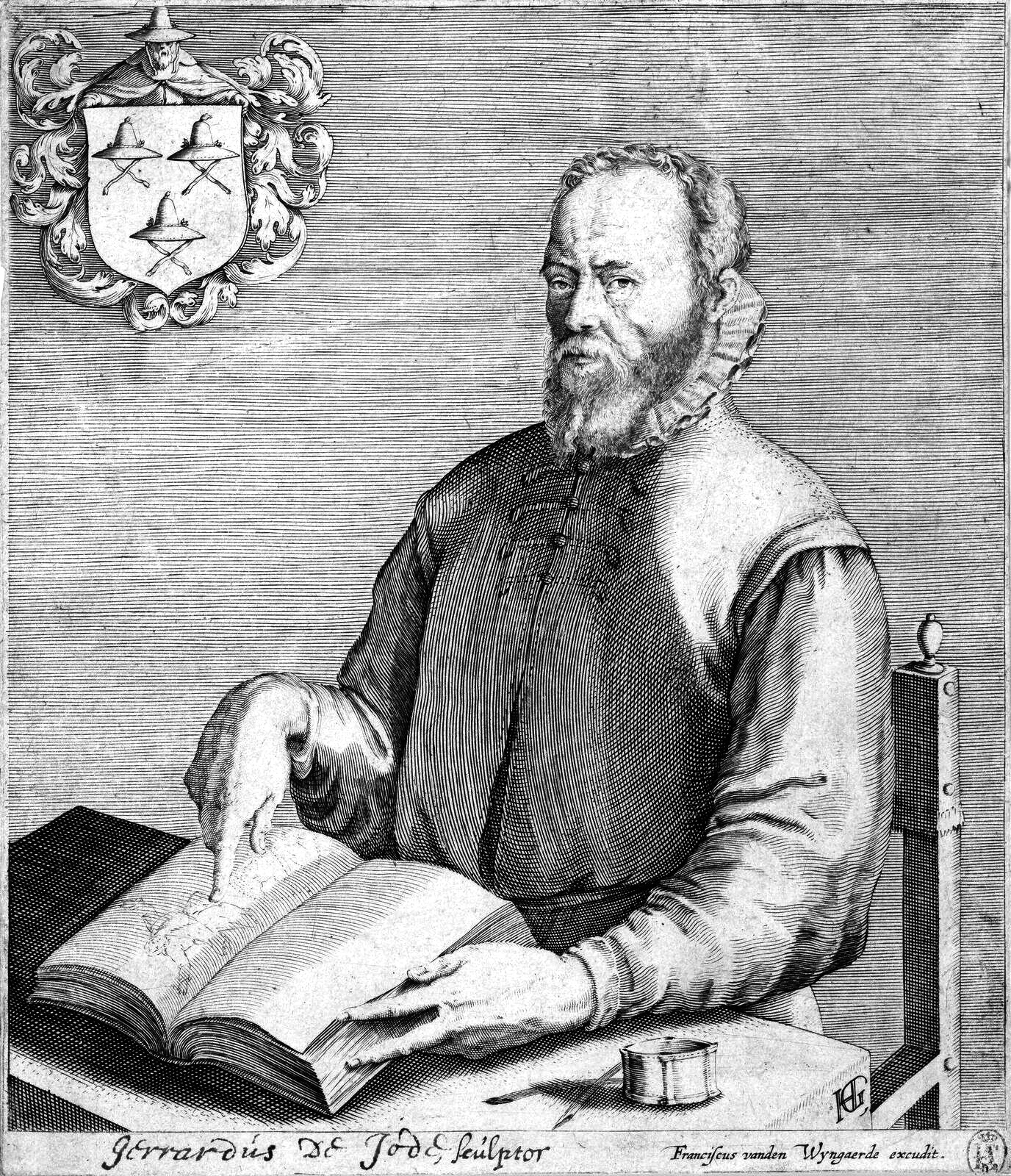
Gerard de Jode (Hendrick Goltzius)

Gerard de Jode (Nijmegen 1509 - Antwerpen 1591) was een cartograaf, graveur en uitgever van atlassen. In 1547 werd hij toegelaten tot het Sint-Lucasgilde en begon hij zijn werk als boekverkoper en uitgever. Hij drukte veel werk van andere cartografen, zoals de wereldkaart van Gastaldi uit 1555, Jacob van Deventers kaart van Brabant uit 1558, Ortelius' achtbladige wereldkaart uit 1564 en kaarten door Bartholomeus Musinus en Fernando Alvares Seco. Zijn belangrijkste werk Speculum Orbis Terrarum ('Spiegel van de landen der wereld') werd pas gepubliceerd in 1578, acht jaar na de publicatie van zijn concurrent Ortelius' Theatrum, en werd minder goed ontvangen. Tegenwoordig is de eerste uitgave zeer zeldzaam, terwijl een grotere heruitgave die door zijn zoon Cornelis werd gepubliceerd bekender is. Na de dood van Cornelis in 1600 werden de platen verkocht aan J.B. Vrients (die ook de platen van Ortelius bezat), maar het volledige werk werd niet opnieuw gepubliceerd.

## Diefstal
'Speculum Orbis Terrarum' werd in 2005 bekend door een poging tot diefstal door de beruchte kaartendief Forbes Smiley (Q5467276). Deze werd in de Beinecke Rare Book and Manuscript Library van de Yale Universiteit gearresteerd nadat een lid van het bibliotheekpersoneel zijn naar binnen gesmokkelde mes op de vloer vond.

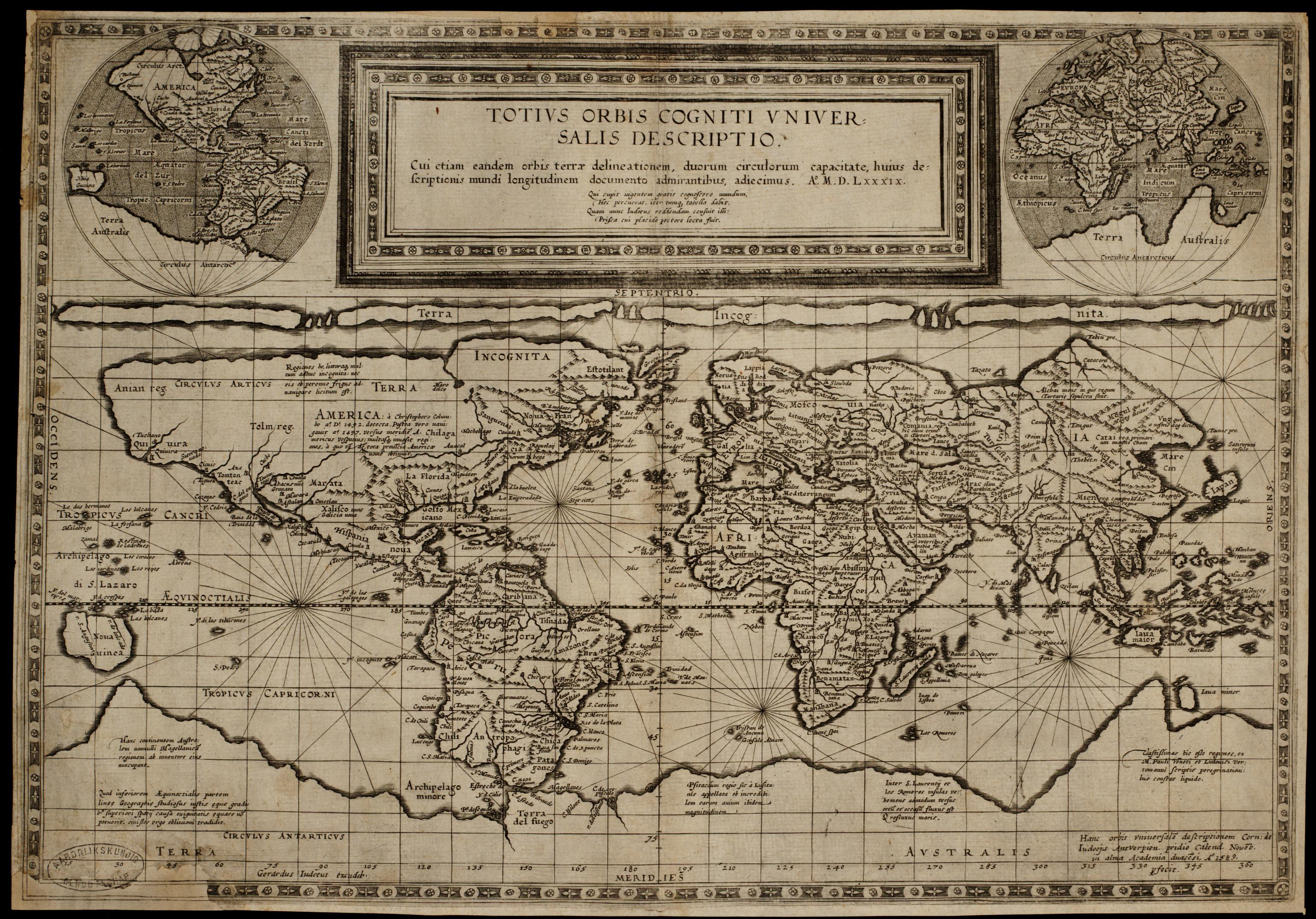
Wereldkaart uit 1589